# Pseudopelmatops nigricostalis
Pseudopelmatops nigricostalis är en tvåvingeart som beskrevs av Tokuichi Shiraki 1933. Pseudopelmatops nigricostalis ingår i släktet Pseudopelmatops och familjen borrflugor. Inga underarter finns listade i Catalogue of Life.